# Guy-Manuel de Homem-Christo
Guy-Manuel de Homem-Christo, właśc. Guillaume Emmanuel Paul de Homem-Christo (ur. 8 lutego 1974 w Neuilly-sur-Seine) – francuski muzyk pochodzenia portugalskiego. Wraz z Thomasem Bangalterem założył zespół Daft Punk. Po raz pierwszy muzycy spotkali się w 1987, debiutując kilka lat później jako zespół Darlin. Jest współzałożycielem grupy Le Knight Club (wraz z Érikiem Chedeville'em).